# Friedrich von Nordeck zur Rabenau

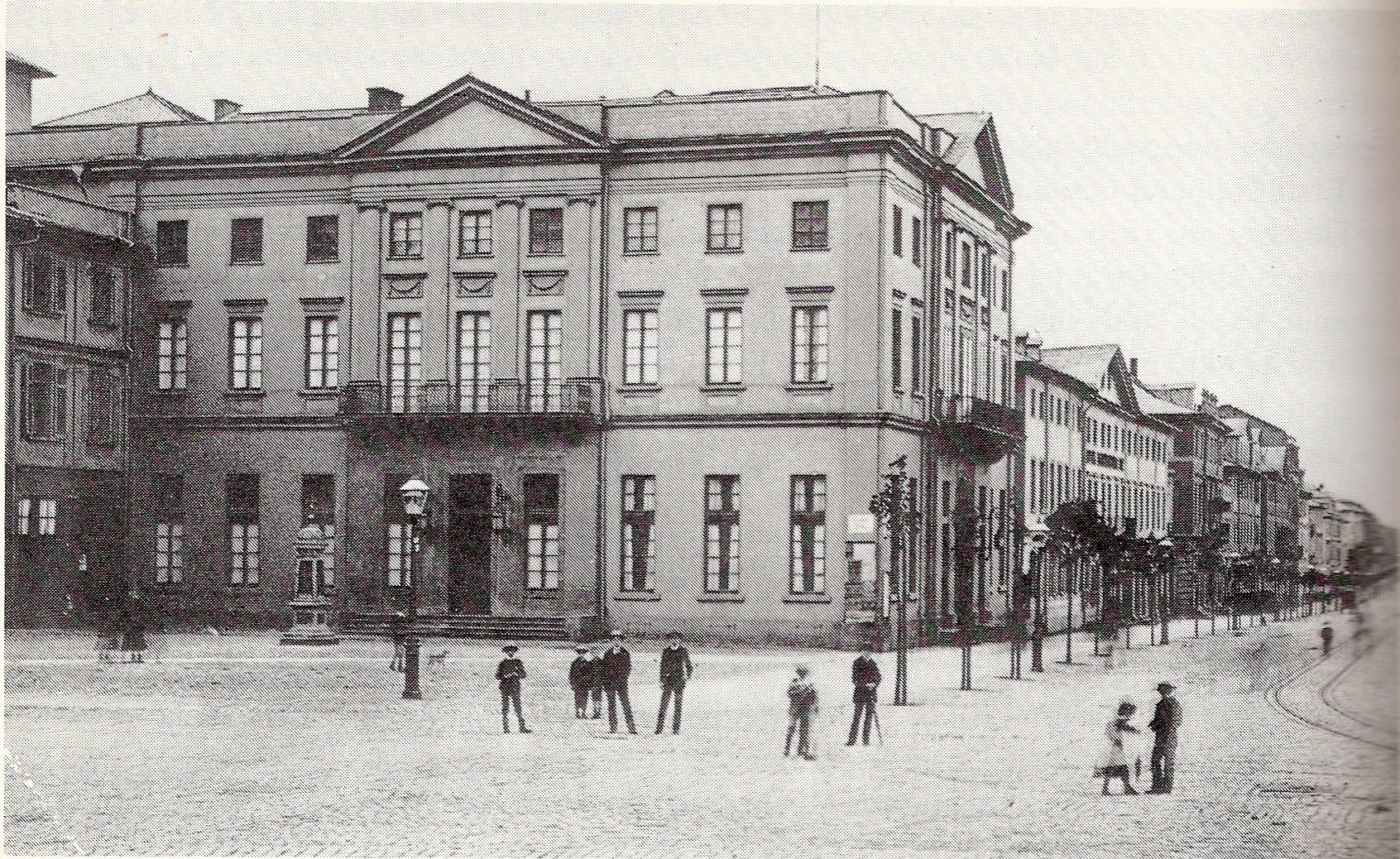
Historisches Ständehaus in Darmstadt (1888)

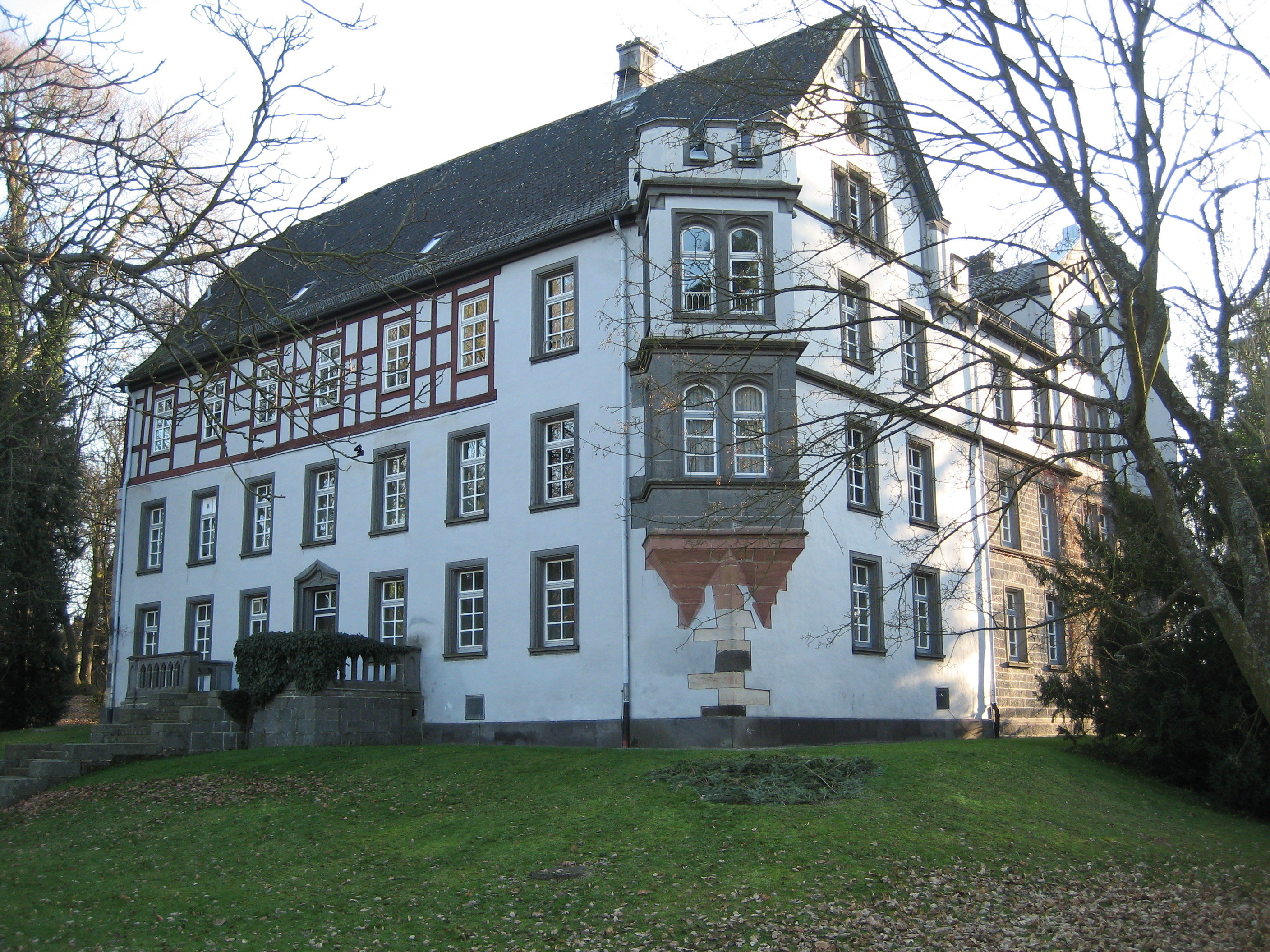
Schloß Großen-Buseck

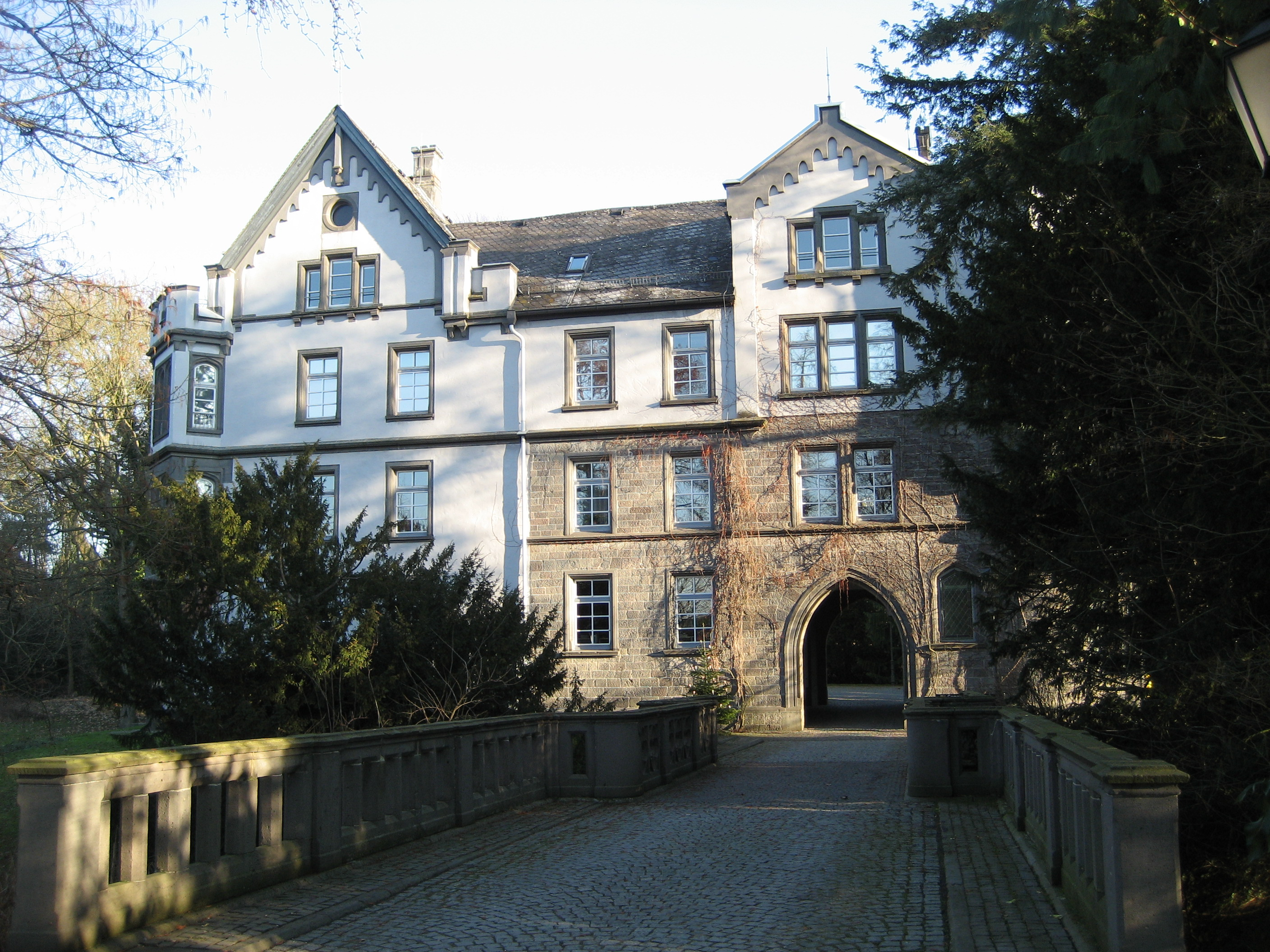
Schloß Großen-Buseck

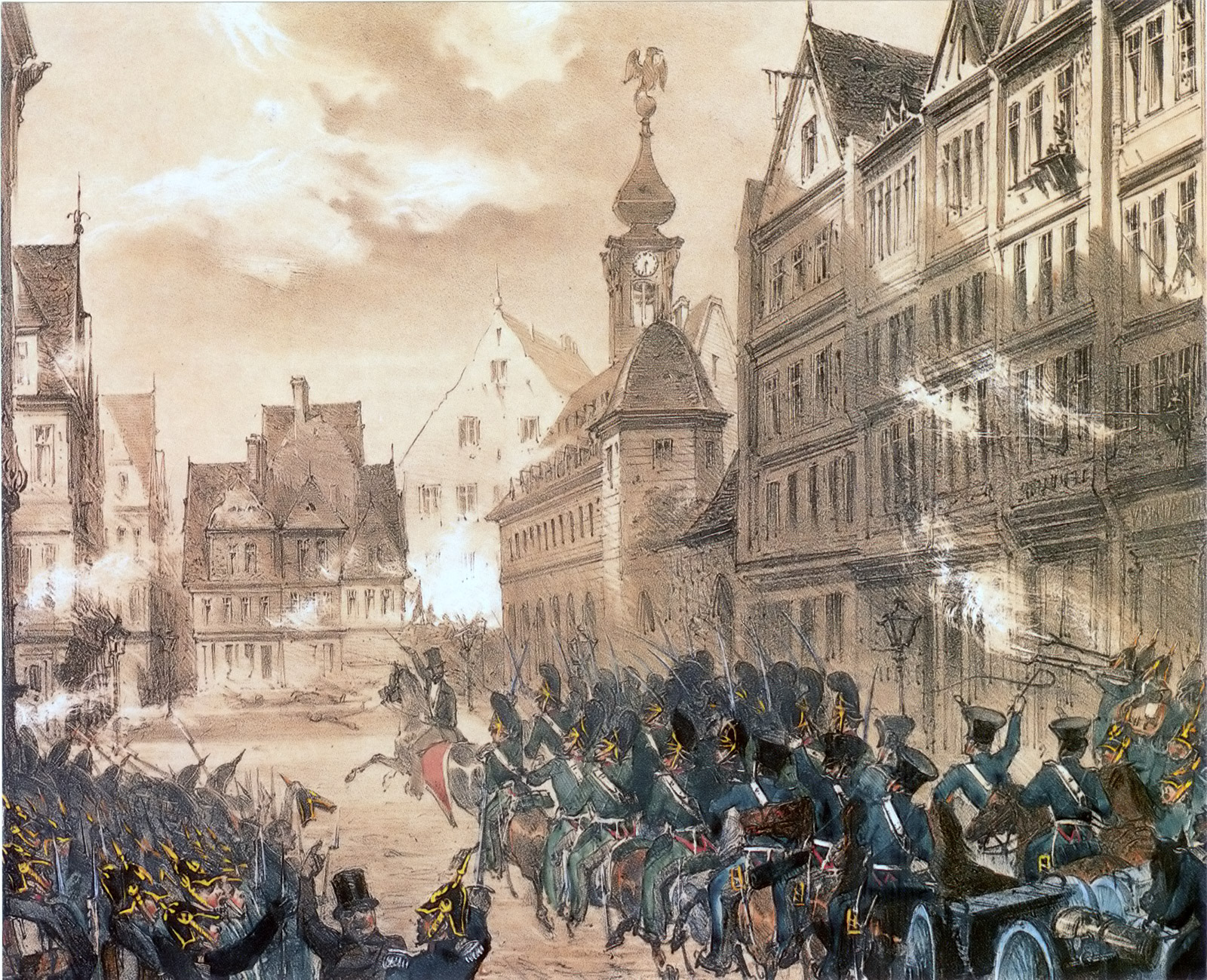
Frankfurt am Main; Erstürmung der Barrikade an der Konstablerwache durch Artillerie am 18. September 1848

Friedrich Joseph Kilian Freiherr von Nordeck zur Rabenau (* 20. März 1793 in Londorf; † 31. Dezember 1863 in Darmstadt) war ein hessischer Generalleutnant, Politiker und ehemaliger Abgeordneter der 1. und 2. Kammer der Landstände des Großherzogtums Hessen.

## Familie
Friedrich von Nordeck zur Rabenau, geboren in Londorf dem heute größten Ortsteil der Gemeinde Rabenau (Landkreis Gießen, Hessen), war der Sohn des hessen-kasseler Offiziers Hugo Leopold von Nordeck zur Rabenau (1755–1832) und dessen Frau Therese, geborene Freiin Huldenberghe van den Borsch. Friedrich von Nordeck zur Rabenau, der katholischer Konfession war, heiratete am 27. Oktober 1829 in Frankfurt am Main seine Cousine Ernestine Freiin von Zwierlein (1810–1871), die Tochter des Reichsfreiherren und hessen-darmstädtischen Kammerherren Hans Jacob von Zwierlein zu Alten-Buseck und dessen Frau Caroline, geborene Freiin von Nordeck zur Rabenau. Caroline (* 8. Januar 1787 in Londorf; † 3. März 1837 in München) war die sechs Jahre ältere Schwester von Friedrich von Nordeck zur Rabenau (1793–1863). Sein fünf Jahre jüngerer Bruder Wilhelm Nordeck zur Rabenau (1798–1862) war ebenfalls hessischer Landtagsabgeordneter und Forstmeister.
Sein Sohn Ferdinand Nordeck zur Rabenau (1837–1892) wurde hessischer Landtagsabgeordneter und Oberstleutnant.

## Militärische Karriere
Friedrich von Nordeck zur Rabenau trat im Mai 1805 dem Hessen-Darmstädtischen Militär bei, avancierte im September 1807 zum Sekondeleutnant im Garde-Füsilier-Bataillon und stieg 1811 zum Premierleutnant auf. 1814 wurde er im gleichen Regiment Kapitän 3., 1819 2. und 1822 1. Klasse. 1825 wurde er Major und Kommandeur des 1. Bataillons im 1. Infanterie-Regiment. 1843 wurde er zum Oberstleutnant, 1845 zum Oberst befördert. 1853 erhielt er den Rang eines Generalmajors und wurde Kommandeur der 1. Infanterie-Brigade. 1855 wurde er Stellvertreter des Oberkriegsgerichts-Präsidenten und im Jahr 1859 als Generalleutnant à la suite pensioniert.

## Politik
In der 1. und 2. sowie 7. und 8. Wahlperiode (1820–1824 und 1835–1841) war er Abgeordneter der zweiten Kammer der Landstände des Großherzogtums Hessen. In den Landständen vertrat er den grundbesitzenden Adel. 1856 wurde er zum lebenslangen Mitglied der ersten Kammer ernannt. Zu Beginn des 17. Landtags (1862) schied er auf eigenen Wunsch krankheitsbedingt aus dem Landtag aus.